# La Ferté-Saint-Aubin
 La Ferté-Saint-Aubin  es una población y comuna francesa, situada en la región de Centro, departamento de Loiret, en el distrito de Orléans y cantón de La Ferté-Saint-Aubin.

## Demografía
| 4400 | 4307 | 4284 | 5498 | 6414 | 6783 |
| Para los censos de 1962 a 1999 la población legal corresponde a la población sin duplicidades (Fuente: INSEE [Consultar]) |      |      |      |      |      |